# Grażyna Miller
Grażyna Miller (Jedwabne, Polonia; 29 de enero de 1957-17 de agosto de 2009)  fue una poeta y traductora polaca que vivió en Italia.

## Biografía
Desde 1983 vivió en Italia, donde se dedicaba a actividades culturales y literarias. Estudió en Siena. Tradujo del polaco al italiano  las obras de poesía Tríptico romano. Meditaciones ("Tryptyk Rzymski. Medytacje") de Juan Pablo II (Karol Wojtyła).

## Obras de poesía
- Currículum - 1988 - presentado en "La Mostra del libro di Torino" y en la Exposición "De los Quiostros Antiguos" de Turín.
- Sull'onda del respiro ("Sobre la onda del aliento") - 2000 - que obtuvo el Premio "Forum Interart" (Roma) y el Premio "Fiore di Roccia" dedicado a poemas de tema amoroso.
- Alibi di una farfalla ("Coartada de una mariposa") - 2002 - el Premio Internacional "Città di Marineo" (Marineo)

## Otros reconocimientos

### En Italia
- Premio por la Cultura año 2002" asignado por la presidencia del Consejo de Ministros de Italia
- Premio Internacional "Vanvitelli" - "Luigi Vanvitelli 2001"
- Premio nacional de poemas religiosos (2001)
- premio nacional por Literatura e Periodismo "Alghero-Donna" (2004)

### En Polonia
- Premio internacional "Los mejores del año 2001" por su actividad literaria y le valió la entrega del Medallón de oro por su preocupación por los problemas de la paz y por actividad en el campo de la cooperación internacional.[2]

### En España
- Premio internacional "Cartagine 2003" ("Cartago") en Cartagena